# Commanderie d'Etury
La commanderie d'Etury ou commanderie d'Ethury ou commanderie d'Estury est une commanderie hospitalière de l'ordre de Saint-Jean de Jérusalem, implantée dans le bourg de Cirey-sur-Blaise dans le département de la Haute-Marne, en région Champagne-Ardenne.

## Histoire
Beaucoup d'historiens du XVIIIe siècle et du XIXe siècle ont affirmé que la commanderie d'Etury avait été fondée par l'ordre du Temple puis avait été transmise aux hospitaliers après la dissolution des Templiers, mais ceci est très certainement faux.
En 1187, environ en même temps que Simon III de Clefmont fait don du village d'Esnouveaux aux hospitaliers de la commanderie d'Esnouveaux, l'évêque de Langres Manassès de Bar-sur-Seine donne aux hospitaliers un vidimus confirmant les donations qui leur ont été faites dans la vallée d'Etury, à côté du Cirey-le-Château, ce qui prouve que les hospitaliers était déjà en possession d'Etury avant cette date.
Sans doute au XIVe siècle, la commanderie d'Etury est rattachée à celle d'Esnouveaux. Les commandeurs portent alors le titre de commandeur d'Esnouveaux et d'Etury, puis celui commandeur d'Esnouveaux seul.
La cause et la date de l'abandon et de la destruction de la commanderie d'Etury sont inconnues. Elle existant encore en 1349, car citée dans un accord entre Gérard, seigneur de Cirey, et Dominique de Crenay, commandeur d'Etury. Mais en 1564, elle n'existait plus depuis longtemps car elle est décrite comme couvert d'épines et menus bois y crus à faute de fréquentation dans un procès-verbal fait par Guillaume, visiteur des églises de France, au prieuré de Champagne.
Les propriétés de l'ancienne commanderie furent en partie vendues en 1793 et en partie réunies au domaine national, notamment le canton de bois dit le bois d'Esnouveaux qui fut conservé par l'état, puis vendu en 1815.
Des travaux exécutés en 1855 pour l'établissement d'un grand étang ont mis à nu quelques fondations permettent d'indiquer approximativement la disposition des bâtiments.

## Liste des commandeurs d'Esnouveaux et d'Etury
(liste non exhaustive)[à développer]
- Dominique de Crenay, cité en 1349.
- Philippe Chapotot, cité en 1525 et 1532.
- Simon de Mailley, cité en 1564.
- Jean Blanchard, cité en 1581, 1582 et 1590
- Nicolas Camus, cité en 1602.
- Etienne Gasdebois, cité en 1650.
- Henri d'Estampes de Valencey, cité en 1671.
- Pierre de Vaussin, cité en 1606.
- Claude Grallart, cité en 1633.
- Claude Guyot de Marne, cité en 1663.
- Jean-Charles Narenne, cité en 1770.
- Claude Jobert, Joubert ou Jabert, cité en 1780.

## Sources
- L'abbé Piot, Cirey-leChâteau, 1892.
- Émile Jolibois, La Haute-Marne ancienne et moderne, 1858.